# Liste des chapelles du Cher
La liste des chapelles du Cher présente les chapelles de culte catholique situées sur le territoire des communes du départements français du Cher.
Il est fait état des diverses protections dont elles peuvent bénéficier, et notamment les inscriptions et classements au titre des monuments historiques.
Toutes sont situées dans l'archidiocèse de Bourges.

## Liste
| Chapelle                                                             | Commune                | Adresse | Coordonnées                      | Notice         | Protection | Date | Illustration                                                        |
| -------------------------------------------------------------------- | ---------------------- | ------- | -------------------------------- | -------------- | ---------- | ---- | ------------------------------------------------------------------- |
| Chapelle de l'Étang-du-Puits d'Argent-sur-Sauldre                    | Argent-sur-Sauldre     |         | 47° 35′ 02″ nord, 2° 22′ 47″ est |                |            |      | Image manquante Téléverser                                          |
| Chapelle de l'hospice Saint-Louis d'Argent-sur-Sauldre               | Argent-sur-Sauldre     |         | 47° 33′ 25″ nord, 2° 26′ 58″ est |                |            |      | Image manquante Téléverser                                          |
| Chapelle du pensionnat Sainte-Thérèse d'Aubigny-sur-Nère             | Aubigny-sur-Nère       |         | à géolocaliser                   |                |            |      | Image manquante Téléverser                                          |
| Chapelle Sainte-Marie d'Aubigny-sur-Nère                             | Aubigny-sur-Nère       |         | à géolocaliser                   |                |            |      | Image manquante Téléverser                                          |
| Chapelle Saint-Aignan de Berry-Bouy                                  | Berry-Bouy             |         | 47° 06′ 32″ nord, 2° 17′ 31″ est |                |            |      | Chapelle Saint-Aignan de Berry-Bouy                                 |
| Sainte-Chapelle de Bourges                                           | Bourges                |         | 47° 04′ 58″ nord, 2° 23′ 57″ est |                |            |      | Sainte-Chapelle de Bourges                                          |
| Chapelle Saint-Paul de Bourges                                       | Bourges                |         | 47° 06′ 02″ nord, 2° 24′ 56″ est |                |            |      | Image manquante Téléverser                                          |
| Chapelle Sainte-Jeanne-de-France de Bourges                          | Bourges                |         | 47° 04′ 47″ nord, 2° 23′ 50″ est |                |            |      | Chapelle Sainte-Jeanne-de-France de Bourges                         |
| Chapelle de Bourges                                                  | Bourges                |         | à géolocaliser                   |                |            |      | Image manquante Téléverser                                          |
| Chapelle de l'Hôtel-Dieu de Bourges                                  | Bourges                |         | 47° 05′ 12″ nord, 2° 23′ 25″ est |                |            |      | Chapelle de l'Hôtel-Dieu de Bourges                                 |
| Chapelle de la congrégation des Sœurs de Marie-Immaculée de Bourges  | Bourges                |         | 47° 04′ 40″ nord, 2° 24′ 11″ est |                |            |      | Chapelle de la congrégation des Sœurs de Marie-Immaculée de Bourges |
| Chapelle des Carmélites de Bourges                                   | Bourges                |         | à géolocaliser                   |                |            |      | Image manquante Téléverser                                          |
| Chapelle du séminaire Saint-Célestin de Bourges                      | Bourges                |         | à géolocaliser                   |                |            |      | Image manquante Téléverser                                          |
| Chapelle du Bon Pasteur de Bourges                                   | Bourges                |         | 47° 05′ 21″ nord, 2° 23′ 35″ est |                |            |      | Image manquante Téléverser                                          |
| Chapelle du couvent des Sœurs de la Charité de Bourges               | Bourges                |         | 47° 05′ 41″ nord, 2° 24′ 26″ est |                |            |      | Chapelle du couvent des Sœurs de la Charité de Bourges              |
| Chapelle du palais Jacques Cœur de Bourges                           | Bourges                |         | 47° 05′ 03″ nord, 2° 23′ 37″ est |                |            |      | Chapelle du palais Jacques Cœur de Bourges                          |
| Chapelle paroissiale Notre-Dame-de-la-Paix de Bourges                | Bourges                |         | 47° 06′ 14″ nord, 2° 24′ 20″ est |                |            |      | Image manquante Téléverser                                          |
| Chapelle Saint-Roch de l'hôpital général de Bourges                  | Bourges                |         | 47° 05′ 36″ nord, 2° 23′ 45″ est |                |            |      | Chapelle Saint-Roch de l'hôpital général de Bourges                 |
| Chapelle templière de Francheville                                   | Brécy                  |         | 47° 08′ 16″ nord, 2° 40′ 17″ est |                |            |      | Image manquante Téléverser                                          |
| Chapelle des Perrons                                                 | Charenton-du-Cher      |         | 46° 45′ 54″ nord, 2° 40′ 00″ est |                |            |      | Image manquante Téléverser                                          |
| Chapelle Notre-Dame de Sérigny                                       | Civray                 |         | 46° 57′ 09″ nord, 2° 12′ 15″ est | « PA18000050 » | Inscrit MH | 2009 | Chapelle Notre-Dame de Sérigny                                      |
| Chapelle du prieuré grandmontain                                     | Corquoy                |         | 46° 52′ 35″ nord, 2° 18′ 04″ est |                |            |      | Image manquante Téléverser                                          |
| Chapelle Notre-Dame-du-Val-de-Loire de Prévent                       | Couargues              |         | 47° 16′ 37″ nord, 2° 55′ 50″ est |                |            |      | Image manquante Téléverser                                          |
| Chapelle du cimetière de Prahas                                      | Culan                  |         | 46° 32′ 33″ nord, 2° 21′ 51″ est |                |            |      | Chapelle du cimetière de Prahas                                     |
| Chapelle Saint-Vincent de Dun-sur-Auron                              | Dun-sur-Auron          |         | 46° 53′ 00″ nord, 2° 34′ 07″ est |                |            |      | Image manquante Téléverser                                          |
| Chapelle du château de la Motte                                      | Ennordres              |         | 47° 26′ 10″ nord, 2° 22′ 35″ est |                |            |      | Image manquante Téléverser                                          |
| Chapelle Notre-Dame de la Borne                                      | Henrichemont           |         | 47° 17′ 09″ nord, 2° 34′ 43″ est |                |            |      | Image manquante Téléverser                                          |
| Chapelle de Herry                                                    | Herry                  |         | 47° 12′ 58″ nord, 2° 57′ 20″ est |                |            |      | Image manquante Téléverser                                          |
| Chapelle Saint-Sylvain de La Celle                                   | La Celle               |         | 46° 46′ 23″ nord, 2° 28′ 01″ est | « PA00096750 » | Classé MH  | 1891 | Chapelle Saint-Sylvain de La Celle                                  |
| Chapelle Saint-Fiacre de La Chapelle-d'Angillon                      | La Chapelle-d'Angillon |         | 47° 21′ 58″ nord, 2° 26′ 11″ est | « IA00010799 » |            |      | Image manquante Téléverser                                          |
| Chapelle Notre-Dame-de-Pitié de l'Hôtel-Dieu de Lignières            | Lignières              |         | 46° 45′ 10″ nord, 2° 10′ 26″ est |                |            |      | Image manquante Téléverser                                          |
| Chapelle Sainte-Claire de Lugny-Bourbonnais                          | Lugny-Bourbonnais      |         | 46° 55′ 54″ nord, 2° 42′ 17″ est |                |            |      | Chapelle Sainte-Claire de Lugny-Bourbonnais                         |
| Chapelle Saint-Loup de Massay                                        | Massay                 |         | 47° 09′ 07″ nord, 1° 59′ 39″ est | « PA00096835 » | Classé MH  | 1889 | Chapelle Saint-Loup de Massay                                       |
| Chapelle Saint-Jean de Mehun-sur-Yèvre                               | Mehun-sur-Yèvre        |         | à géolocaliser                   |                |            |      | Image manquante Téléverser                                          |
| Chapelle du château de Meillant                                      | Meillant               |         | 46° 47′ 00″ nord, 2° 30′ 16″ est |                |            |      | Chapelle du château de Meillant                                     |
| Chapelle de Saint-Rhomble                                            | Meillant               |         | 46° 46′ 19″ nord, 2° 29′ 21″ est | « IA00011047 » |            |      | Image manquante Téléverser                                          |
| Chapelle Notre-Dame-de-Liesse-et-de-Consolation de Moulins-sur-Yèvre | Moulins-sur-Yèvre      |         | 47° 06′ 14″ nord, 2° 31′ 31″ est | « PA18000057 » | Inscrit MH | 2013 | Image manquante Téléverser                                          |
| Chapelle du château Saint-Hubert du Grand Chavanon                   | Neuvy-sur-Barangeon    |         | 47° 18′ 03″ nord, 2° 13′ 55″ est |                |            |      | Image manquante Téléverser                                          |
| Chapelle de l'Annonciation du château de la Verrerie                 | Oizon                  |         | 47° 25′ 24″ nord, 2° 31′ 19″ est |                |            |      | Image manquante Téléverser                                          |
| Chapelle de l'école de l'Angélus de Presly                           | Presly                 |         | 47° 21′ 37″ nord, 2° 21′ 52″ est |                |            |      | Image manquante Téléverser                                          |
| Chapelle des Berts des Bardys d'en Bas                               | Quantilly              |         | 47° 15′ 04″ nord, 2° 26′ 25″ est |                |            |      | Image manquante Téléverser                                          |
| Chapelle Saint-Roch du couvent des Capucins de Saint-Amand-Montrond  | Saint-Amand-Montrond   |         | 46° 43′ 32″ nord, 2° 29′ 48″ est |                |            |      | Image manquante Téléverser                                          |
| Chapelle Saint-Thibault de Saint-Thibault (Cher)                     | Saint-Satur            |         | 47° 20′ 17″ nord, 2° 51′ 56″ est |                |            |      | Image manquante Téléverser                                          |
| Chapelle Sainte-Solange de Sainte-Solange                            | Sainte-Solange         |         | 47° 07′ 33″ nord, 2° 32′ 33″ est |                |            |      | Image manquante Téléverser                                          |
| Chapelle Saint-André de Sancerre                                     | Sancerre               |         | 47° 19′ 58″ nord, 2° 50′ 18″ est |                |            |      | Image manquante Téléverser                                          |
| Chapelle Saint-Romble de Maimbray                                    | Sury-en-Vaux           |         | 47° 21′ 38″ nord, 2° 47′ 55″ est |                |            |      | Image manquante Téléverser                                          |
| Chapelle Saint-Lazare de la léproserie de Vierzon                    | Vierzon                |         | 47° 13′ 41″ nord, 2° 04′ 01″ est |                |            |      | Image manquante Téléverser                                          |
| Chapelle du château de Villeneuve                                    | Villeneuve-sur-Cher    |         | 47° 01′ 20″ nord, 2° 13′ 18″ est |                |            |      | Chapelle du château de Villeneuve                                   |